# 罗岗水库
罗岗水库是中国湖北省襄阳市襄州区境内的一座水库，位于汉江支流淳河上，建于1963年。水库正常库容为1061万立方米，集雨面积为80平方千米，海拔为109.5米。